# Alexander Prent
Alexander Prent (Utrecht, 25 mei 1983) is een Nederlands voormalig voetballer die als aanvaller speelde.

## Loopbaan
Prent speelde in de jeugd bij de amateurs van DOVO (Veenendaal) en N.E.C. totdat hij in het seizoen 2004/05 bij de eerste selectie van NEC werd gehaald. In zijn eerste seizoen kwam Prent tot 9 wedstrijden. In het seizoen erna kwam hij, mede door een ernstige blessure, slechts tot 7 wedstrijden. Aan het begin van het seizoen 2006/07 werd de aanvaller verhuurd aan eerstedivisionist TOP Oss. Daar kwam hij, ondanks een aantal kleine blessures, tot 28 wedstrijden. In seizoen 2007/08 keerde Prent terug bij N.E.C., waar hij weer aan spelen toe kwam. In december 2007 tekende hij een driejarig contract bij het Zweedse Halmstads BK. In februari 2011 tekende hij na een proefperiode tot het einde van het seizoen bij SC Cambuur.
Begin december 2011 werd bekend dat Alexander Prent zijn loopbaan vervolgde in Azië. De Nederlandse aanvaller bereikte in december 2011 een akkoord met Đà Nẵng FC, een van de topclubs in Vietnam, over een contract van een jaar. In januari 2013 trainde hij mee met zijn oude club FC Oss. In het seizoen 2013/14 speelde hij voor JVC Cuijk in de Zondag Topklasse. In 2016 ging hij naar eersteklasser VV DUNO. Een jaar later ging Prent voor SC Oranje spelen. Na het faillissement van die club, maakte Prent half februari 2018 de overstap naar FC Breukelen. Medio 2018 ging hij naar VV Jonathan waar hij in 2022 stopte.
Sinds 2018 is hij sales manager bij FC Utrecht en daarnaast sinds 2021 individueel begeleider van spelers.

## Clubstatistieken
| Seizoen                                           | Club         | Competitie       | Duels | Weds. |
| ------------------------------------------------- | ------------ | ---------------- | ----- | ----- |
| 2004/05                                           | N.E.C.       | Eredivisie       | 9     | 0     |
| 2005/06                                           | N.E.C.       | Eredivisie       | 6     | 0     |
| 2006/07                                           | N.E.C.       | Eredivisie       | 0     | 0     |
| 2006/07                                           | → TOP Oss    | Eerste divisie   | 28    | 5     |
| 2007/08                                           | N.E.C.       | Eredivisie       | 13    | 0     |
| 2008                                              | Halmstads BK | Allsvenskan      | 12    | 1     |
| 2009                                              | Halmstads BK | Allsvenskan      | 4     | 0     |
| 2010                                              | Halmstads BK | Allsvenskan      | 16    | 1     |
| 2010/11                                           | SC Cambuur   | Eerste divisie   | 10    | 1     |
| 2012                                              | Đà Nẵng FC   | V-League         | 10    | 1     |
| 2013/14                                           | JVC Cuijk    | Zondag Topklasse | 30    | 6     |
| 2014/15                                           | JVC Cuijk    | Zondag Topklasse | 11    | 3     |
| 2015/16                                           | JVC Cuijk    | Zondag Topklasse | 8     | 0     |
| 2016/17                                           | VV DUNO      | Eerste klasse Za |       |       |
| Totaal                                            | Totaal       | Totaal           | 157   | 24    |
| Tabel voor het laatst bijgewerkt op 28 juni 2016. |              |                  |       |       |